# Ummidia asperula
Espèce
Synonymes
- Pachylomerus asperulus Simon, 1889

Ummidia asperula est une espèce d'araignées mygalomorphes de la famille des Halonoproctidae.

## Distribution
Cette espèce est endémique du Venezuela. Elle se rencontre dans les États de La Guaira et de Bolívar

## Description
La carapace de la femelle holotype mesure 8,6 mm de long sur 7,7 mm et l'abdomen 12,5 mm de long sur 9 mm.

## Systématique et taxinomie
Cette espèce a été décrite sous le protonyme Pachylomerus asperulus par Simon en 1889. Elle est placée dans le genre Pachylomerides par Strand en 1934 puis dans le genre Ummidia par Roewer en 1955.

## Publication originale
- Simon, 1889 : « Arachnides. Voyage de M. E. Simon au Venezuela (décembre 1887-avril 1888). 4e Mémoire. » Annales de la Société entomologique de France, sér. 6, vol. 9, p. 169-220 (texte intégral).